# مایا زنبور عسل (فیلم ۲۰۱۴)
مایا زنبور عسل (انگلیسی: Maya the Bee) یک فیلم انیمیشن استرالیایی، آلمانی، بلژیکی است که در سال ۲۰۱۴ منتشر شد.

## موضوع انیمیشن
زنبور کوچکی به نام مایا، به زنبورهای بزرگ که بیرون از علفزار زندگی می‌کنند، بی‌اعتماد است. یک روز ژله رویال دزدیده می‌شود و همه به زنبورهای بزرگ مشکوک می‌شوند و مایا را همدست آنها می‌دانند. تنها دوست همیشگی مایا یعنی ویلی است که در کنار او می‌ماند. حال آن‌ها سفر طولانی به کندوی زنبورهای بزرگ دارند تا ثابت کنند بی‌گناه هستند.